# Маха Аль Муниф
Маха Аль Муниф (араб. لدكتورة مها عبدالله المنيف‎) — исполнительный директор Национальной программы безопасности семьи (NFSP) в Саудовской Аравии. Она специалистка по детским инфекционным заболеваниям и занимается распространением информации о домашнем насилии и жертвах жестокого обращения с детьми.

## Жизнь
Аль Муниф родилась в Саудовской Аравии в 1960 году, в том же году, когда девочкам впервые разрешили получать образование. Она ходила в школу и университет в Саудовской Аравии, но говорит, что её навыки были отточены в течение десяти лет работы в США — в Саудовской Аравии ей рассказывали факты, но в Америке она научилась преодолевать кризис.
С 2009 по 2013 год Аль Муниф также работала советницей Консультативного совета Саудовской Аравии, Меджлис аш-Шуры. В августе 2013 года Совет министров принял закон о защите жертв домашнего насилия. Аль-Муниф и Национальная программа безопасности семьи сыграли роль в разработке и консультировании по закону «Защита от жестокого обращения», который впервые в Саудовской Аравии определяет и криминализует насилие в семье. Маха Аль Муниф также была награждена Международной женской премией за отвагу в 2014 году, в частности, за эту гуманитарную деятельность. Она не смогла присутствовать на церемонии, поэтому Барак Обама вручил ей приз в Саудовской Аравии в апреле 2014 года.
NFSP был создан в 2005 году для борьбы с домашним насилием и жестоким обращением с детьми в Саудовской Аравии. NFSP разработала информационно-пропагандистские программы, опубликовала статистические данные о домашнем насилии и жестоком обращении с детьми в Саудовской Аравии и возглавила усилия по предоставлению услуг жертвам жестокого обращения.